# Спомен радионица „Јосип Броз Тито“
Спомен радионица „Јосип Броз Тито“ се налази у Смедеревској Паланци, у кругу Фабрике вагона „Гоша“. Подигнута је 1923. године и као споменик културе Србије везана је за боравак и рад Јосипа Броза Тита у тадашњој фабрици вагона и гвоздених конструкција АД „Јасеница“.

## Изглед и реконструкција
Радионица је служила за одлагање материјала, а подигнута као надстрешница у склопу ново саграђене хале за производњу путничких и теретних вагона. Надстрешница је првобитно била изведена у једној врсти скелетног система од дрвених стубова који су носили решеткасте кровне носаче преко којих је постављен кров од дасака покривених „тер“ папиром. Потреба за проширењем радног простора узроковала је затварање овог простора 1925. године. У оквиру реконструкције, задржан је растер постојећих носећих дрвених стубова, а њихова ојачања су изведена обзиђивањем опеком.
Због потребе за зениталним осветљењем, извршена је надоградња крова у виду терасасто изведених двоводних „шед“ кровова. У пољима између стубова, који ће се на фасади појавити као пиластери, изведена је испуна од опеке положене у кречни малтер. На подужним фасадама у правилном наизменичном ритму између пиластера отворени су прозори и централно постављена улазна врата. У унутрашњем простору, у складу са функционалном шемом, извршено је преграђивање простора у целости.

## Као спомен музеј
Годинe 1976. отпочeло сe сa рaдом на претварању рaдионице у спомeн музej фабричког комплeксa „Гошa” у чијем кругу се радионица и данас нaлaзи. Извршeни су обимни санациони и конзерваторско рестаураторски рaдови, уведени нови сaдржаји - стална поставка старих алата и мобилијара, a у дeлу у коме je Jосип Броз рaдио, изведена је потпунa рeконструкциja рaдионицe и извршено опремање простора свим нeопходним aлaтимa. На радионицу је постављена бронзана плоча са рељефним ликом Јосипа Броза, рад Ота Лога.